# داني لي (لاعب غولف)
داني لي (بالإنجليزية: Danny Lee)‏ هو لاعب غولف أمريكي ونيوزيلندي، ولد في 24 يوليو 1990 في إنتشون في كوريا الجنوبية.

## وصلات خارجية
- داني لي على موقع رابطة لاعبي الغولف المحترفين (الإنجليزية)
- داني لي على موقع رابطة أوروبا للاعبي الغولف المحترفين (الإنجليزية)
- داني لي على موقع رابطة اليابان للاعبي الغولف المحترفين (الإنجليزية)
- داني لي على موقع التصنيف العالمي الرسمي للغولف (الإنجليزية)
- داني لي على موقع أوليمبيديا (الإنجليزية)
- داني لي على موقع اللجنة الأولمبية النيوزيلندية (الإنجليزية)